# Hans Mikosch (Theologe)
Hans August Mikosch (* 3. Februar 1948 in Eisenach) ist ein deutscher evangelischer Theologe und Propst im Ruhestand.
Mikosch studierte von 1966 bis 1972 Evangelische Theologie an der Universität Jena und wurde 1974 in Eisenach ordiniert. Seine erste Pfarrstelle hatte er in Witzleben (Thüringen); 1983 wechselte er nach Gefell im Vogtland. Hier erarbeitete er eine Dissertation über die Geschichte der Luther-Akademie in Sondershausen, aufgrund der er 1993 in Jena zum Dr. theol. promoviert wurde. Im selben Jahr wurde er zum Superintendenten des Kirchenkreises Gera gewählt. 
Am 1. Februar 2002 wurde Mikosch zum Oberkirchenrat der Evangelisch-Lutherischen Kirche in Thüringen berufen. Neben seinen Zuständigkeiten im Landeskirchenrat war er als Visitator für den Aufsichtsbezirk Ost der Landeskirche zuständig. Als mit der Fusion der thüringischen Kirche mit der Evangelischen Kirche der Kirchenprovinz Sachsen zur Evangelischen Kirche in Mitteldeutschland (EKM) im Jahr 2009 der Aufsichtsbezirk Ost zum Propstsprengel Gera-Weimar umgebildet wurde, trug er die Dienstbezeichnung Propst bzw. Regionalbischof. Zugleich war er Stellvertreter der Landesbischöfin. Zum 31. Dezember 2011 wurde er in den Ruhestand verabschiedet.
Mikosch ist mit einer Theologin verheiratet und hat einen Sohn.